# Tupigea sicki
Tupigea sicki är en spindelart som beskrevs av Huber 2000. Tupigea sicki ingår i släktet Tupigea och familjen dallerspindlar. Inga underarter finns listade i Catalogue of Life.